# La Nigérienne
La Nigerienne és l'himne nacional del Níger. El text és de Maurice Albert Thiriet i la música de Robert Jacquet i Nicolas Abel François Frionnet. Va ser adoptat com a himne del Níger el 1961.
El 21 de novembre de 2019, el president de la República, Mahamadou Issoufou, va anunciar que decidia canviar o fins i tot canviar l'himne nacional. Un comitè presidit pel primer ministre Birgi Rafini està "encarregat de reflexionar sobre l'himne actual proporcionant correccions" i "si és possible trobar un nou himne que respongui al context actual del Níger". Creat el 2018, està format per diversos membres del Govern i una quinzena de "experts amb experiència en escriptura i composició musical".
Per Assamana Malam Issa, ministra del Renaixement Cultural, "Hem de trobar un himne que pugui galvanitzar la població; sigui per a nosaltres una mena de crit de guerra per tocar la nostra fibra patriòtica".